# Abrokoma
Abrokoma (grč. Aβρόκoμας; Abrocomas) je vladao kao satrap Sirije u službi perzijskog vladara Artakserksa II. Godine 401. pr. Kr. okupljao je perzijsku vojsku za ponovno osvajanje Egipta koji se tri godine ranije osamostalio, no iste godine pobunjeni princ Kir Mlađi pokreće pohod protiv svog brata Artakserksa II. zbog čega je Abrokoma poslan u Babiloniju da pomogne perzijskom velikom kralju.
Nakon dolaska Kira Mlađeg u cilicijski grad Tars, Abrokoma je boravio na rijeci Eufratu, a u gradu Isu 400 grčkih hoplita izdalo ga je i prešlo na Kirovu stranu. Abrokoma se potom nije odlučio suprotstaviti Kirovoj plaćenićkoj vojsci među kojima su bili i povjesničar Ksenofont i deset tisuća plaćenika, već se povukao na istok gdje je udružio snage s Artakserksom II. Prilikom povlačenja spalio je neke brodove na Eufratu da uspori Kirovo napredovanje preko rijeke, no ipak nije stigao sudjelovati u bitci kod Kunakse.
Godine 385. pr. Kr. Abrokoma je zajedno s Farnabazom II. i Titraustom krenuo u pohod protiv Egipta, no ekspedicija završava neuspjehom.

## Poveznice
- Artakserkso II.
- Kir Mlađi
- Farnabaz II.
- Titraust

## Vanjske poveznice
- Abrokoma (Abrocomas), enciklopedija Iranica, M. Dandamayev  Arhivirana inačica izvorne stranice od 17. svibnja 2008. (Wayback Machine)
- Abrokoma (Abrocomas), AncientLibrary.com  Arhivirana inačica izvorne stranice od 31. prosinca 2005. (Wayback Machine)
- Ksenofont: „Anabaza“, I. knjiga (Iran Chamber)
- O. Leuze: Die Satrapieneinteilung in Syrien und im Zweistromlande von 520-320, Hildesheim, 1972., str. 311. – 317.